# Chiesa di San Sisto II
La chiesa di San Sisto II è la parrocchiale di Tavon, frazione di Predaia in Trentino. Fa parte della zona pastorale delle Valli del Noce e risale al XIV secolo.

## Storia

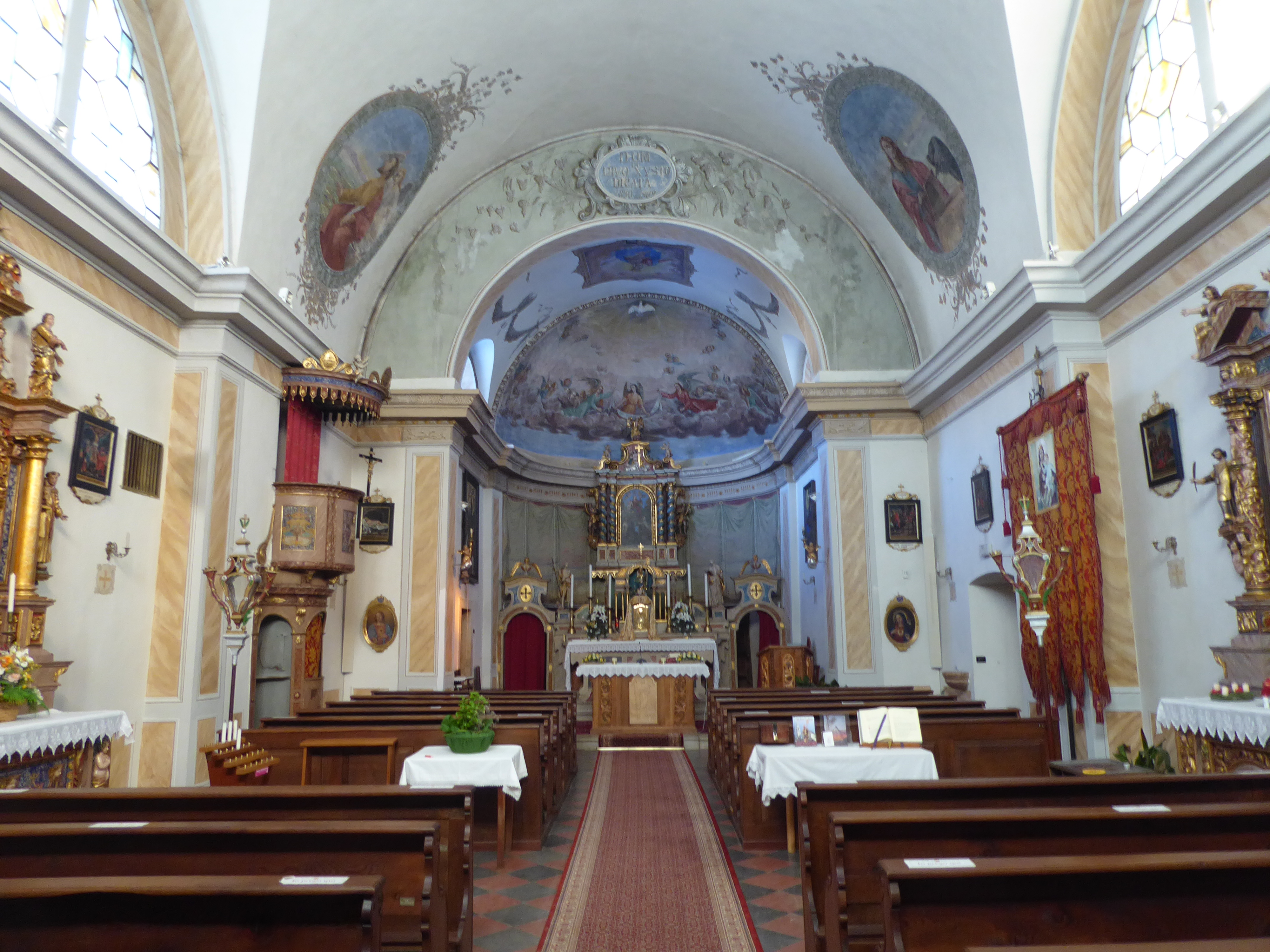
Interno della chiesa.

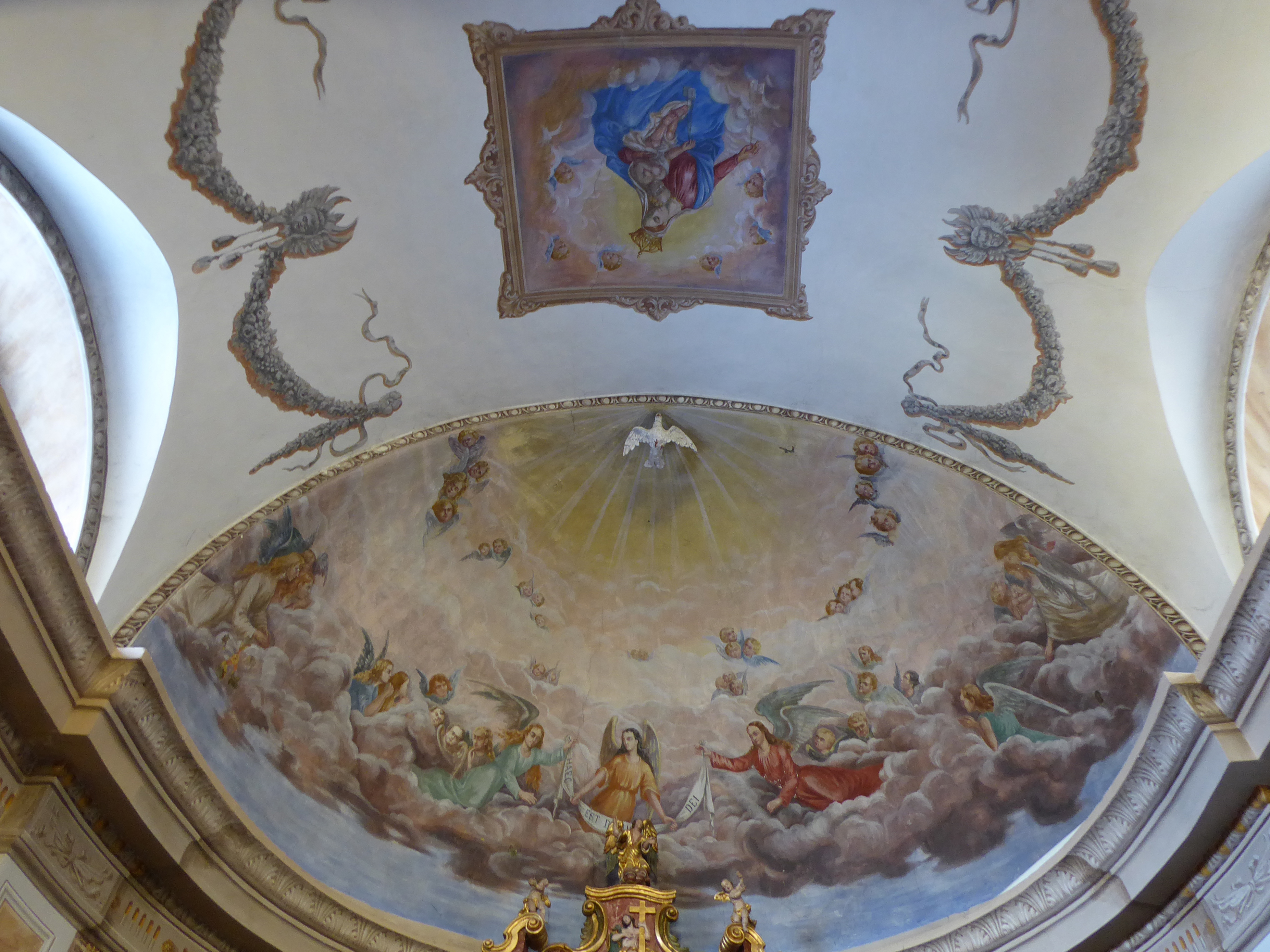
Affreschi nell'abside e nel presbiterio.

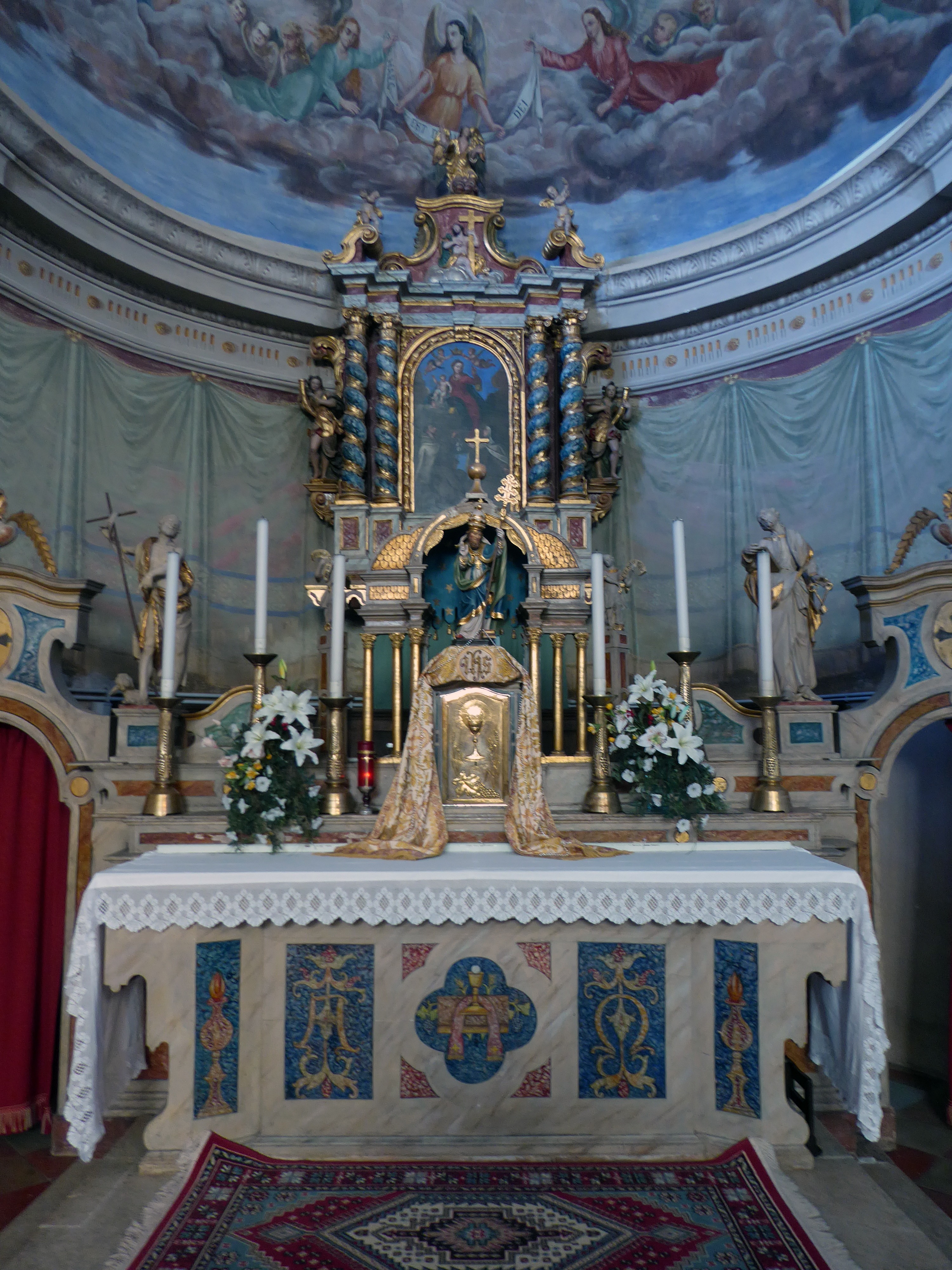
Altare maggiore con pala di Martino Teofilo Polacco

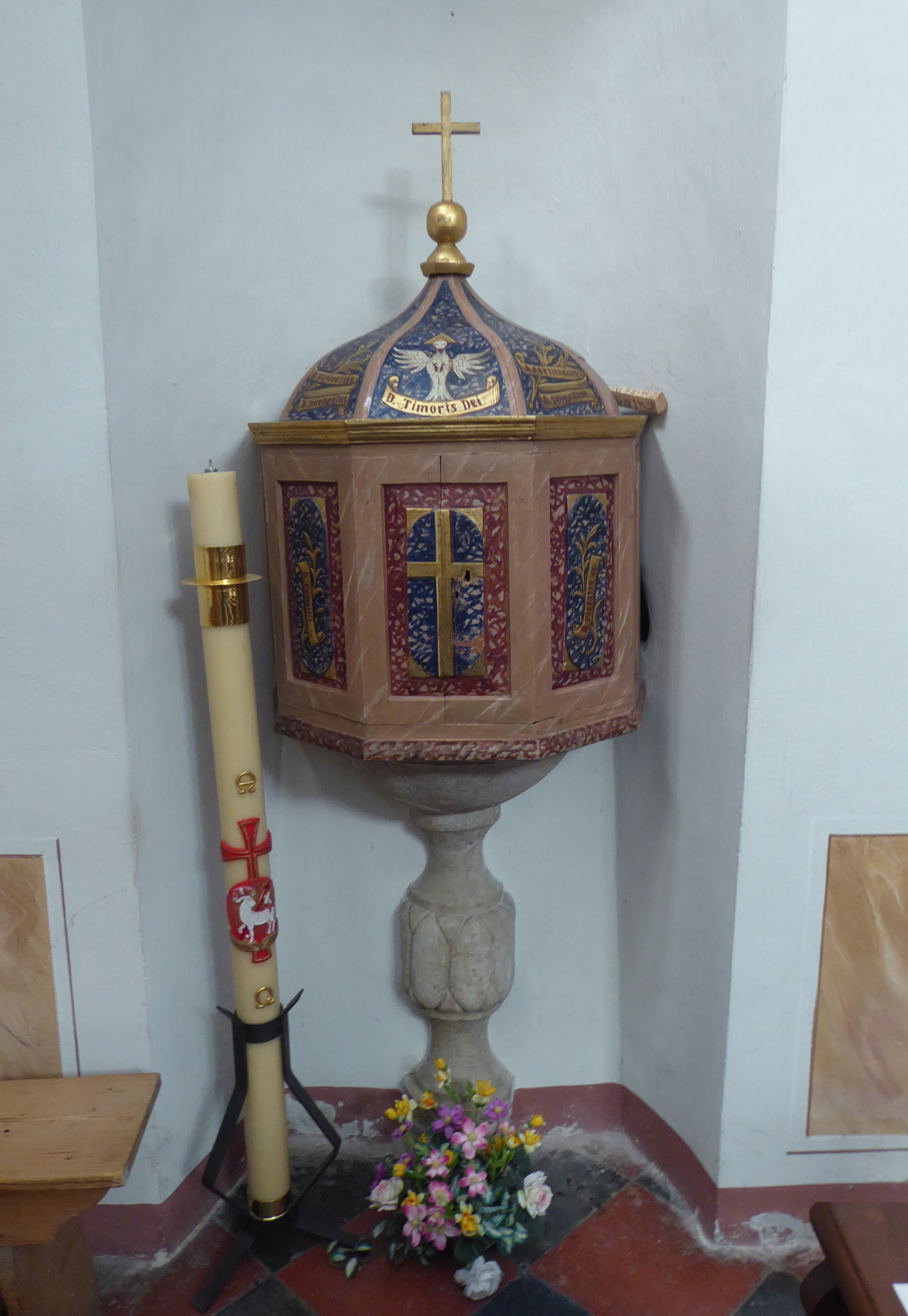
Fonte battesimale

La prima citazione ufficiale del luogo di culto potrebbe risalire al 1344 mentre i primi lavori documentati relativi ad una sua ricostruzione o ristrutturazione sono del 1480. Una visita pastorale del 1481 registrò la dedicazione dell'altare maggiore a San Zenone e San Sisto e dell'altare minore a San Fabiano e San Sebastiano.
Nel 1666 vennero realizzati lavori alla copertura del tetto e nel decennio successivo fu costruita la cantoria e gli altari vennero arricchiti da paliotti decorati. La dedicazione della chiesa fu modificata definitivamente verso il 1687, risultando da allora per il solo San Sisto II.
La torre campanaria venne eretta nella seconda metà del XVIII secolo e nel 1782 ebbe la concessione della custodia dell'Eucaristia. Tre anni dopo fu elevata a dignità di espositura, legata alla pieve di Sanzeno, la basilica dei Santi Martiri.
La visita pastorale di Giovanni Nepomuceno de Tschiderer sancì che era necessaria una ricostruzione del luogo di culto, non più adeguato alle necessità dei fedeli. Il cantiere venne aperto nel 1850 e si procedette prima di tutto alla demolizione dell'edificio preesistente. I lavori procedettero in modo veloce, e già nel 1852 il cantiere fu chiuso. La benedizione fu data il 18 luglio 1852 e la solenne consacrazione fu celebrata da Benedetto Riccabona de Reichenfels il 15 agosto 1865.
Nel primo decennio del XX secolo fu sostituita la pavimentazione della sala e gli interni vennero arricchiti di decorazioni. Dopo il primo conflitto mondiale vennero fuse due nuove campane in sostituzione di quelle reguisite dagli austriaci. Venne elevata a dignità di chiesa parrocchiale il 4 febbraio 1960 e alla fine del decennio fu rifatta la copertura del tetto. Gli ultimi lavori di rilievo riguardarono la ristrutturazione della torre campanaria, realizzata nel 1978.

## Descrizione

### Esterno
L'orientamento della chiesa, che si trova nella piazza di Tavon è verso est.
Il prospetto principale è neoclassico a capanna. Il grande portale di accesso è architravato e sormontato da una grande finestra a semiluna che porta luce nella sala e la facciata è conclusa dal grande frontone triangolare.
La torre campanaria è isolata, sulla sinistra dell'edificio. La sua cella campanaria si apre con quattro finestre a monofora e, sotto di questa, sul solo lato verso sud ovest, c'è l'orologio. Sulla parte superiore è incisa la data 1766.

### Interno
L'interno è a navata unica con volta a botte. Le pareti laterali sono decorate con paraste colorate per simulare il marmo. Sono presenti cappelle laterali di scarsa profondità con altari. Attraverso l'arco santo si accede al presbiterio leggermente rialzato. Le decorazioni ad affresco interne sono opera novecentesca dell'artista di Bassano del Grappa Domenico Primon.
La pala d'altare che raffigura la Madonna con santi è stata dipinta nel XVII secolo da Martino Teofilo Polacco.